# العلاقات اليونانية البنمية
العلاقات اليونانية البنمية هي العلاقات الثنائية التي تجمع بين اليونان وبنما.

## مقارنة بين البلدين
هذه مقارنة عامة ومرجعية للدولتين:
| وجه المقارنة                                              | اليونان                                                                             | بنما                      |
| --------------------------------------------------------- | ----------------------------------------------------------------------------------- | ------------------------- |
| المساحة (كم2)                                             | 131.96 ألف                                                                          | 74.18 ألف                 |
| عدد السكان (نسمة)                                         | 10.76 مليون                                                                         | 4.10 مليون                |
| الكثافة السكانية (ن./كم²)                                 | 81.54                                                                               | 55.27                     |
| العاصمة                                                   | أثينا، نافبليو                                                                      | بنما                      |
| اللغة الرسمية                                             | لغة يونانية، اليونانية الديموطيقية ‏                                                 | اللغة الإسبانية           |
| العملة                                                    | يورو، دراخما، فينيكس يوناني ‏                                                        | بالبوا بنمي، دولار أمريكي |
| الناتج المحلي الإجمالي (بليون دولار)                      | 200.29 مليار                                                                        | 61.84 مليار               |
| الناتج المحلي الإجمالي (تعادل القوة الشرائية) بليون دولار | 285.45 مليار                                                                        | 87.37 مليار               |
| الناتج المحلي الإجمالي الاسمي للفرد دولار أمريكي          | 18.00 ألف                                                                           | 13.27 ألف                 |
| الناتج المحلي الإجمالي للفرد دولار أمريكي                 | 26.85 ألف                                                                           | 20.89 ألف                 |
| مؤشر التنمية البشرية                                      | 0.865                                                                               | 0.780                     |
| رمز المكالمات الدولي                                      | +30                                                                                 | +507                      |
| رمز الإنترنت                                              | .gr                                                                                 | .pa                       |
| المنطقة الزمنية                                           | توقيت شرق أوروبا، ت ع م+02:00، ت ع م+03:00، توقيت شرق أوروبا الصيفي ‏، أوروبا/أثينا ‏ | 00                        |

## منظمات دولية مشتركة
يشترك البلدان في عضوية مجموعة من المنظمات الدولية، منها:
| علم المنظمة | اسم المنظمة                               | تاريخ انضمام اليونان | تاريخ انضمام بنما |
| ----------- | ----------------------------------------- | -------------------- | ----------------- |
|             | يونسكو                                    | 4 نوفمبر 1946        | 10 يناير 1950     |
|             | الفريق المعني برصد الأرض                  | ?                    | ?                 |
|             | مؤسسة التمويل الدولية                     | 26 سبتمبر 1957       | 20 يوليو 1956     |
|             | المركز الدولي لتسوية المنازعات الاستشارية | 21 مايو 1969         | 8 مايو 1996       |
|             | منظمة حظر الأسلحة الكيميائية              | ?                    | ?                 |
|             | مؤسسة التنمية الدولية                     | 9 يناير 1962         | 1 سبتمبر 1961     |
|             | منظمة التجارة العالمية                    | 1995                 | ?                 |
|             | وكالة ضمان الاستثمار متعدد الأطراف        | 30 أغسطس 1993        | 21 فبراير 1997    |
|             | الاتحاد البريدي العالمي                   | ?                    | ?                 |
|             | منظمة الشرطة الجنائية الدولية             | ?                    | ?                 |
|             | الأمم المتحدة                             | 25 أكتوبر 1945       | 13 نوفمبر 1945    |
|             | الاتحاد الدولي للاتصالات                  | 1866                 | 14 يوليو 1914     |
|             | البنك الدولي للإنشاء والتعمير             | 27 ديسمبر 1945       | 14 مارس 1946      |

## أعلام
هذه قائمة لبعض الشخصيات التي تربطها علاقات بالبلدين:
- ديمتريو لاكاس (سياسي بنمي، 29 أغسطس 1925 – 2 نوفمبر 1999)

## وصلات خارجية
- موقع وزارة الخارجية اليونانية
- موقع وزارة الخارجية البنمية